# Fernand-Jean-Joseph Thiry
Fernand-Jean-Joseph Thiry, né le 28 septembre 1884 à Anor et mort le 10 mai 1930 à Fukuoka, est un prélat catholique français, membre des missions étrangères de Paris, missionnaire au Japon et 1er évêque du diocèse de Fukuoka.

## Biographie
Fernand-Jean-Joseph Thiry naît à Anor le 28 septembre 1884 dans le département du Nord au sein d'une famille d'agriculteurs. Il entre à la Missions étrangères de Paris, où il est ordonné prêtre le 29 juin 1907 et part le 13 août suivant pour Nagasaki. En 1922, il s'efforce de développer le noviciat des sœurs de l'Enfant-Jésus de Chauffailles.
Mgr Combaz étant décédé le 18 août 1926, le Père Thiry est nommé supérieur de la mission. Le pape Pie XI le nomme premier évêque de Fukuoka le 14 juillet 1927. Il est consacré le 11 décembre de la même année, des mains de Mgr Mario Giardini, délégué apostolique au Japon. Au cours de son épiscopat, il crée l'administration du nouveau diocèse, s'intéresse aux premières vocations indigènes et aide à établir de nouveaux instituts religieux, tels que les sœurs de la Visitation du Japon, première congrégation religieuse autochtone de ce pays qu'il approuve en 1929. Il meurt le 10 mai 1930.